# Klemen Lavrič
Klemen Lavrič (sinh ngày 12 tháng 6 năm 1981) là một cầu thủ bóng đá người Slovenia.

## Đội tuyển bóng đá quốc gia Slovenia
Klemen Lavrič thi đấu cho đội tuyển bóng đá quốc gia Slovenia từ năm 2004 đến 2008.

## Thống kê sự nghiệp
| Đội tuyển bóng đá Slovenia | Đội tuyển bóng đá Slovenia | Đội tuyển bóng đá Slovenia |
| Năm                        | Trận                       | Bàn                        |
| -------------------------- | -------------------------- | -------------------------- |
| 2004                       | 3                          | 0                          |
| 2005                       | 4                          | 1                          |
| 2006                       | 6                          | 1                          |
| 2007                       | 11                         | 4                          |
| 2008                       | 1                          | 0                          |
| Tổng cộng                  | 25                         | 6                          |